# Associazione Calcio Como 1940-1941
Questa voce raccoglie le informazioni riguardanti  l'Associazione Calcio Como nelle competizioni ufficiali della stagione 1940-1941.

## Rosa
| N. |                   | Ruolo | Calciatore       |
| -- | ----------------- | ----- | ---------------- |
|    | Italia (bandiera) | D     | Alessandro Banfi |
|    | Italia (bandiera) | A     | Luigi Barbieri   |
|    | Italia (bandiera) | D     | Eliseo Bellani   |
|    | Italia (bandiera) | D     | Ugo Beltrami     |
|    | Italia (bandiera) | P     | Ernesto Bondioli |
|    | Italia (bandiera) | A     | Dario Capiaghi   |
|    | Italia (bandiera) | D     | Luigi Cavadini   |
|    | Italia (bandiera) | D     | Antonio Cetti    |
|    | Italia (bandiera) | C     | Carlo Clerici    |
|    | Italia (bandiera) | C     | Franco Ferri     |
|    | Italia (bandiera) | C     | Aldo Frigerio    |
|    | Italia (bandiera) | C     | Fiorenzo Gaffuri |
|    | Italia (bandiera) | D     | Giuseppe Gavioli |

| N. |                   | Ruolo | Calciatore          |
| -- | ----------------- | ----- | ------------------- |
|    | Italia (bandiera) | A     | Osvaldo Ghislanzoni |
|    | Italia (bandiera) | D     | Franco Manzotti     |
|    | Italia (bandiera) | A     | Renzo Moresi        |
|    | Italia (bandiera) | C     | Gianpaolo Panzeri   |
|    | Italia (bandiera) | D     | Carlo Piazza        |
|    | Italia (bandiera) | C     | Italo Picchiottini  |
|    | Italia (bandiera) | D     | Guido Quadri        |
|    | Italia (bandiera) | C     | Giancarlo Sardi     |
|    | Italia (bandiera) | A     | Alfredo Taroni      |
|    | Italia (bandiera) | D     | Sergio Tettamanti   |
|    | Italia (bandiera) | A     | Armando Varini      |
|    | Italia (bandiera) | A     | Felice Vittone      |
|    | Italia (bandiera) | C     | Luciano Zappa       |